# Annavaram
Annavaram är en ort i Indien.   Den ligger i distriktet East Godāvari och delstaten Andhra Pradesh, i den sydöstra delen av landet, 1 400 km söder om huvudstaden New Delhi. Annavaram ligger 30 meter över havet och antalet invånare är 6 865.
Terrängen runt Annavaram är platt åt sydväst, men åt nordost är den kuperad. Terrängen runt Annavaram sluttar söderut. Runt Annavaram är det tätbefolkat, med 476 invånare per kvadratkilometer. Närmaste större samhälle är Tuni, 16,9 km nordost om Annavaram. Omgivningarna runt Annavaram är en mosaik av jordbruksmark och naturlig växtlighet.